# Centrochares spinifera
Centrochares spinifera är en insektsart som beskrevs av William D. Funkhouser 1927. Centrochares spinifera ingår i släktet Centrochares och familjen hornstritar. Inga underarter finns listade i Catalogue of Life.